# Campoalegre
Campoalegre est une municipalité située dans le département de Huila, en Colombie.